# Anno 1701
Anno 1701 sau 1701 A.D. este un joc video din 2006 cu elemente de joc de strategie în timp real combinate cu cele de construcție de orașe. Jocul este produs de compania germană Sunflowers Interactive Entertainment Software.
Față de primele două jocuri ale seriei (Anno 1602 din 1998 și Anno 1503 din 2003), cea mai mare schimbare a jocului este trecerea la un motor 3D, cu o lume realizată în stilul graficii din jocurile Settlers, dar cu un grad ridicat al detaliului.
Anno 1701 conține o campanie formată din 10 scenarii cu dificultate diferită.
Acțiunea jocului începe cu o navă maritimă care conține materialele inițiale necesare dezvoltării. La început trebuie aleasă o insulă unde să înceapă dezvoltarea coloniei, alegerea este extrem de importantă deoarece nu toate insulele au aceleași tipuri de resurse. Odată cu dezvoltarea, apar pe hartă noi insule unde se pot construi alte ferme și mine pentru a se reduce cheltuielile pentru procurarea acestor resurse de la comercianți.
Coloniile se dezvoltă în funcție de numărul locuitorilor, în joc este foarte importantă influența clădirilor care au o anumită rază de acoperire, cetățenii rezolvând automat necesitățile. Un minus al jocului este lipsa statisticilor care face ca realizarea unei economii funcționale să dureze mult. 